# Альбертс Квіесіс
Альбертс Квіесіс (латис. Alberts Kviesis; 22 грудня 1881 — 9 серпня 1944)  — третій президент Латвійської Республіки, політичний діяч Латвії. Кавалер Ордену Трьох зірок 1 ступеня.

## Життєпис
Народився у маєтку Ерґлі. Початкову освіту здобув домашню, від 1894 до 1902 року відвідував Єлгавську гімназію. У 1902—1907 роках навчався у Тартуському університеті. Під час навчання вступив до студентської організації Lettonia. Після випуску працював адвокатом.
1936 року працював директором Слокської целюлозної фабрики й отримував президентську пенсію.
14 червня 1941 під час большевицької окупації сховався від чекістів у сторожці лісника й таким чином уникнув депортації.
Під час німецької адміністрації повернувся до адвокатської роботи.
1942 року почав працювати у Генеральній дирекції юстиції, яку очолив 1943 року.
9 серпня 1944 збирався відпливти до Німеччини на борту німецького пароплава «Монте Роза», втім помер від серцевого нападу.
Похований на Лісовому цвинтарі в Ризі.

## Політична діяльність
Квіесіс був членом Народної ради. Працював суддею, був депутатом Сейму та міністром внутрішніх справ.
Вперше висунув свою кандидатуру на посаду президента 1927 року, втім зазнав поразки на виборах.
9 квітня 1930 року був обраний президентом. Під час присяги обіцяв:
|  | Клянусь, що вся моя діяльність буде присвячена благу латвійського народу. Я зроблю все, що буде в моїх силах, щоб сприяти благополуччю латвійської держави та її населення. Я буду чтити священними Конституцію Латвії та її закони. По відношенню до всіх я буду справедливим і обов’язки свої буду виконувати за доброю совістю |